# Sestre (2011.)
Sestre (srp. Сестре) je srpski film iz 2011. godine. Režirali su ga Vladimir Paskaljević i Bojana Maljević koji su napisali i scenarij uz pomoć Milene Marković.